# Ácido nucleico treósico
El ácido nucleico treósico o ácido treonucleico, abreviado como ATN o TNA (del inglés Threose nucleic acid), es un polímero sintético similar a los ácidos nucleicos naturales (ADN y ARN). En lugar de las pentosas cíclicas desoxirribosa y ribosa que forman parte del ADN y ARN respectivamente, el ATN está compuesto por la repetición de unidades de treosa, un azúcar con cuatro carbonos, enlazadas por fosfodiésteres. Se han sintetizado cadenas híbridas ATN-ADN usando ADN polimerasas. Se une complementariamente al ARN, y se ha especulado que la molécula de treosa podría haber sido su precursor durante los orígenes de la vida. No se conoce la existencia de TNA de forma natural.